# Cuniculus (canal)
Pour les articles homonymes, voir Cuniculus.

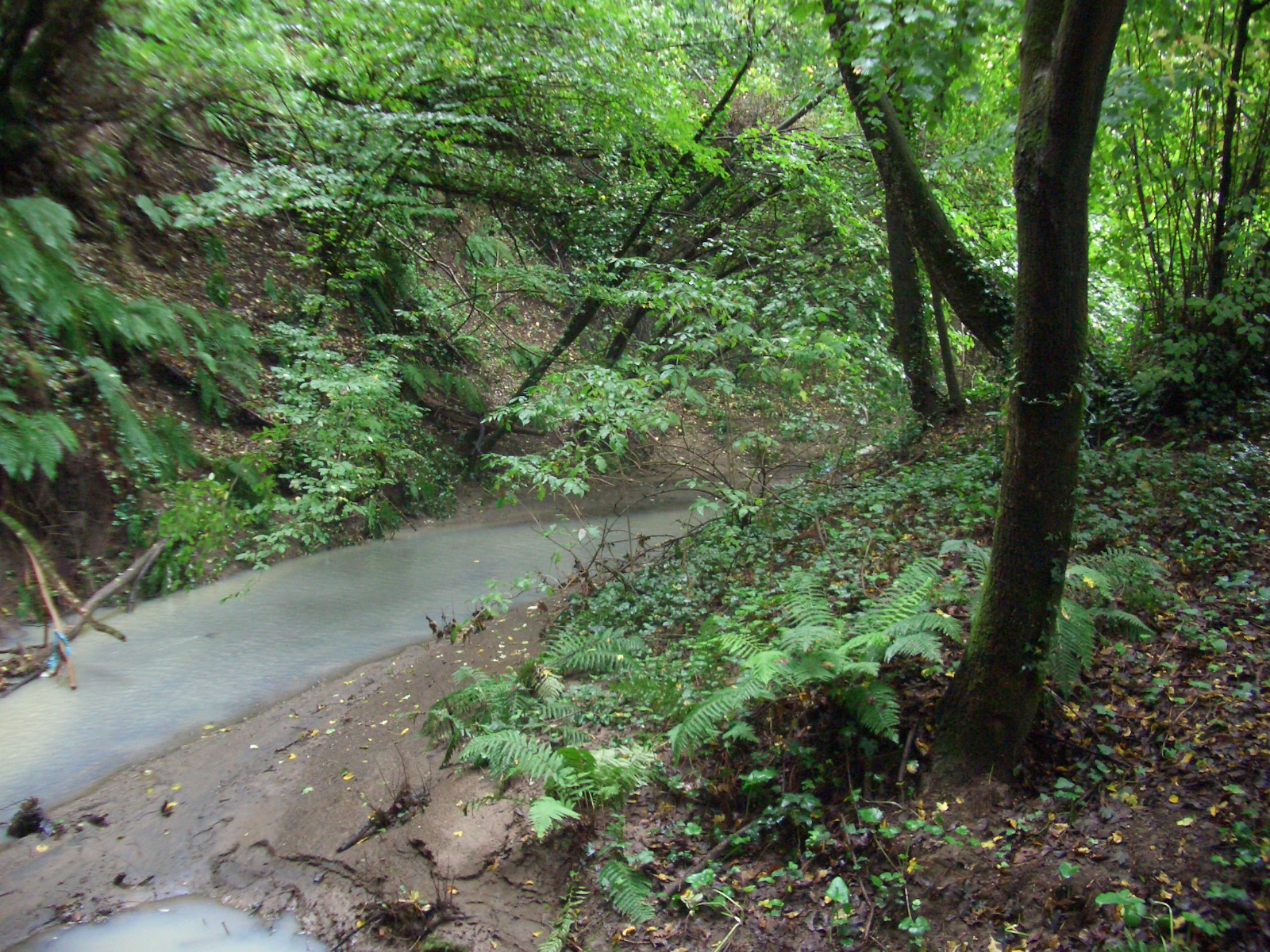
Fosso dei Costaroni, vestige d'un cuniculus étrusque à Formello.

Un cuniculus (au pluriel cuniculi) est un canal de déversion de l'eau, souvent utilisé dans l'Italie antique.

## Description
Son origine est très ancienne et date de la civilisation étrusque.
On trouve des témoignages de cuniculi en Italie, dans la ville de Véies ainsi que dans la zone de Formello (au nord de Véies) où l'on en compte de nombreux exemples mais aussi en Espagne, à Arditurri.
Les cuniculi pouvaient prendre n'importe quelle forme, de la simple tranchée à un système complexe de tunnels.
Les utilisations étaient multiples : l'irrigation, le drainage, le détournement, l'approvisionnement.
Lors de la guerre contre Véies, les Romains ont utilisé les cuniculi pour s'introduire à l'intérieur de la citadelle.